# 宇ノ気町
宇ノ気町（うのけまち）は、かつて石川県河北郡に属していた町。金沢都市圏に含まれ、2000年国勢調査における金沢市への通勤率は30.7%だった。
2004年（平成16年）3月1日に七塚町、高松町と合併しかほく市になった。

## 地理
石川県の中部に位置する。

## 歴史

### 沿革
- 1907年（明治40年）8月10日 - 河北郡西英村および金津村（かなづむら）が合併し、宇ノ気村が発足。
- 1948年（昭和23年）2月11日 - 町制施行、宇ノ気町となる。
- 1950年（昭和25年） - 横山、上田名、谷、笠島および余地の区域が分立し、金津村（かなつむら）が発足。
- 1960年（昭和35年）4月1日 - 金津村を編入。
- 2004年（平成16年）3月1日 - 高松町、七塚町と合併し、かほく市が発足。

## 行政

### 町長
| 代 | 人 | 氏名     | 就任                       | 退任                       | 備考     |
| -- | -- | -------- | -------------------------- | -------------------------- | -------- |
|    | 1  | 上野寛一 | 1907年（明治40年）8月10日  | 1907年（明治40年）11月26日 | 事務取扱 |
| 1  | 1  | 上野寛一 | 1907年（明治40年）11月26日 | 1911年（明治44年）11月25日 |          |
| 2  | 1  | 上野寛一 | 1911年（明治44年）11月26日 | 1915年（大正4年）8月22日   |          |
| 3  | 2  | 奥村勇作 | 1915年（大正4年）10月29日  | 1917年（大正6年）6月1日    |          |
| 4  | 3  | 長山吉次 | 1917年（大正6年）6月27日   | 1921年（大正10年）         |          |
| 5  | 3  | 長山吉次 | 1921年（大正10年）         | 1925年（大正14年）         |          |
| 6  | 3  | 長山吉次 | 1925年（大正14年）         | 1929年（昭和4年）          |          |
| 7  | 3  | 長山吉次 | 1929年（昭和4年）          | 1933年（昭和8年）          |          |
| 8  | 3  | 長山吉次 | 1933年（昭和8年）          | 1937年（昭和12年）         |          |
| 9  | 3  | 長山吉次 | 1937年（昭和12年）         | 1941年（昭和16年）         |          |
| 10 | 3  | 長山吉次 | 1941年（昭和16年）         | 1945年（昭和20年）         |          |
| 11 | 3  | 長山吉次 | 1945年（昭和20年）         | 1946年（昭和21年）12月30日 |          |
| 12 | 4  | 森干城   | 1947年（昭和22年）4月5日   | 1948年（昭和23年）2月10日  |          |

| 代 | 人 | 氏名     | 就任                      | 退任                      | 備考 |
| -- | -- | -------- | ------------------------- | ------------------------- | ---- |
| 1  | 1  | 森干城   | 1948年（昭和23年）2月11日 | 1951年（昭和26年）4月4日  |      |
| 2  | 1  | 森干城   | 1951年（昭和26年）4月30日 | 1955年（昭和30年）4月29日 |      |
| 3  | 1  | 森干城   | 1955年（昭和30年）4月30日 | 1959年（昭和34年）4月29日 |      |
| 4  | 1  | 森干城   | 1959年（昭和34年）4月30日 | 1963年（昭和38年）4月29日 |      |
| 5  | 2  | 大和七郎 | 1963年（昭和38年）4月30日 | 1967年（昭和42年）4月29日 |      |
| 6  | 2  | 大和七郎 | 1967年（昭和42年）4月30日 | 1971年（昭和46年）4月29日 |      |
| 7  | 3  | 中井忠則 | 1971年（昭和46年）4月30日 | 1975年（昭和50年）4月29日 |      |
| 8  | 3  | 中井忠則 | 1975年（昭和50年）4月30日 | 1979年（昭和54年）4月29日 |      |
| 9  | 3  | 中井忠則 | 1979年（昭和54年）4月30日 | 1983年（昭和58年）4月29日 |      |
| 10 | 3  | 中井忠則 | 1983年（昭和58年）4月30日 | 1987年（昭和62年）4月29日 |      |
| 11 | 4  | 宮本一雄 | 1987年（昭和62年）4月30日 | 1991年（平成3年）4月29日  |      |
| 12 | 4  | 宮本一雄 | 1991年（平成3年）4月30日  | 1995年（平成7年）4月29日  |      |
| 13 | 4  | 宮本一雄 | 1995年（平成7年）4月30日  | 1999年（平成11年）4月29日 |      |
| 14 | 4  | 宮本一雄 | 1999年（平成11年）4月30日 | 2003年（平成15年）4月29日 |      |
| 15 | 4  | 宮本一雄 | 2003年（平成15年）4月30日 | 2004年（平成16年）2月29日 |      |

- 町長 - 宮本 一雄（みやもと・かずお）

## 教育

### 高等学校
- 石川県立河北台商業高等学校（2002年3月廃校）

### 中学校
- 宇ノ気町立宇ノ気中学校

### 小学校
- 宇ノ気町立宇ノ気小学校
- 宇ノ気町立金津小学校
- 宇ノ気町立指江小学校（廃校）
- 宇ノ気町立山田小学校（廃校）

## 交通

### 鉄道
- JR西日本
  - 七尾線：宇野気駅 - 横山駅

## 娯楽
- 孝松座 - 映画館

## 出身有名人
- 西田幾多郎 - 哲学者
- 横田幸子 - 女子アナウンサー